# Municipio de Weare
El municipio de Weare (en inglés: Weare Township) es un municipio ubicado en el condado de Oceana en el estado estadounidense de Míchigan. En el año 2010 tenía una población de 1210 habitantes y una densidad poblacional de 12,96 personas por km².

## Geografía
El municipio de Weare se encuentra ubicado en las coordenadas 43°46′11″N 86°19′58″O / 43.76972, -86.33278. Según la Oficina del Censo de los Estados Unidos, el municipio tiene una superficie total de 93.39 km², de la cual 87,82 km² corresponden a tierra firme y (5,97 %) 5,57 km² es agua.

## Demografía
Según el censo de 2010, había 1210 personas residiendo en el municipio de Weare. La densidad de población era de 12,96 hab./km². De los 1210 habitantes, el municipio de Weare estaba compuesto por el 92,89 % blancos, el 1,24 % eran amerindios, el 0,08 % eran asiáticos, el 3,64 % eran de otras razas y el 2,15 % eran de una mezcla de razas. Del total de la población el 8,1 % eran hispanos o latinos de cualquier raza.